# Alpestre
Alpestre là một đô thị thuộc bang Rio Grande do Sul, Brasil. Đô thị này có diện tích 328,749 km², dân số năm 2007 là 8972 người, mật độ 27,29 người/km².